# Après toi
"Après toi" hette vinnarlåten i Eurovision Song Contest 1972, framförd på franska av grekiska sångerskan Vicky Leandros, för Luxemburg. Låten skrevs av Leandros far Leandros Papathanasiou, även känd som Leo Leandros, under pseudonymen Mario Panas. Det blev Vicky Leandross andra deltagande i tävlingen. 1967 hade hennes låt "L'amour est bleu" (även känd på engelska som "Love is Blue") som blev en världshit då den tolkades av Paul Mauriat.
"Après toi" är en ballad.
Låten startade som nummer 17 den kvällen, efter Belgien s Serge & Christine Ghisoland med "À la folie ou pas du tout" och före Nederländerna Sandra & Andres med "Als het om de liefde gaat"). Låten vann på 128 poäng, och 18 låtar deltog.
Låten spelades också in på engelska som "Come What May" av Vicky Leandros, vilken nådde andraplatsen på den brittiska listan. Leandros sjöng också in låten på ialienska ("Dopo Te"), tyska ("Dann kamst du"), spanska ("Y Despues"), grekiska ("Mono Esi") och japanska ("Omoide Ni Ikiru "). Precis som "L'amour est bleu", sjöngs låten också in på flera andra språk, på finska av Carola Standertskjöld som "Tulethan – rakastan", på svenska av Ann-Louise Hanson som "Vad än sker"   och på spanska av Paloma San Basilio som "Si te vas".

## Listplaceringar
| Lista (1972)  | Topplacering |
| ------------- | ------------ |
| Nederländerna | 1            |
| Norge         | 2            |
| Schweiz       | 1            |

### Fotnoter
1. ↑  ”Svensk mediedatabas”. http://smdb.kb.se/catalog/id/001441706. Läst 3 maj 2011.
2. ↑  ”Listplacering”. http://dutchcharts.nl/showitem.asp?interpret=Vicky+Leandros&titel=Apr%E8s+toi&cat=s. Läst 3 maj 2011.
3. ↑  ”Listplacering”. http://norwegiancharts.com/showitem.asp?interpret=Vicky+Leandros&titel=Apr%E8s+toi&cat=s. Läst 3 maj 2011.
4. ↑  ”Listplacering”. http://hitparade.ch/showitem.asp?interpret=Vicky+Leandros&titel=Apr%E8s+toi&cat=s. Läst 3 maj 2011.